# Tufești (okręg Braiła)
Tufești – wieś w Rumunii, w okręgu Braiła, w gminie Tufești. W 2011 roku liczyła 5226 mieszkańców.